# أشيبيرغ (شيلسفيغ هولشتاين)
أشيبيرغ (بالألمانية: Ascheberg, Schleswig-Holstein) هي بلدة ألمانية تقع في ألمانيا في شليسفيغ هولشتاين. يقدر عدد سكانها 20.93 كم2 وترتفع عن سطح البحر 36 متر.